# 명세빈
명세빈(한국 한자: 明世彬, 1975년 4월 10일 ~ )은 대한민국의 배우이다.

## 학력
- 서울학동초등학교 (졸업)
- 언북중학교 (졸업)
- 숙명여자고등학교 (졸업)
- 동덕여자대학교 의상학과 (졸업)
- 동국대학교 영화영상학과 (졸업)

## 경력
- 경남대학교 문화콘텐츠학부 겸임교수

## 활동 개요
1996년 백화점에서 평소 팬으로서 좋아하던 신승훈에게 사인을 받다가 이를 본 당시 신승훈의 소속사 관계자의 눈에 띄어 신승훈의 뮤직비디오 출연 제의를 받고 뮤직비디오에 출연하면서 연예계에 입문했다. CF 모델과 TV에서 활동하며, 청순한 이미지로 많은 사람들의 사랑을 받았다.

## 개인사
- 2007년 8월에는 변호사 강호성과 결혼했으나 2008년 1월에 이혼하였다.

## 기타
- 2003년, 일간스포츠 장중호 사장과 결혼을 올릴 예정이었으나,[2] 없던 일이 됐고 이 소식이 퍼진 점을 부담스럽게 느낀 것 때문인지 KBS2 《보디가드》, 《진주 목걸이》, MBC 《대장금》등의 캐스팅 제의를 고사했다.

## 출연 작품

### 드라마
- 1998년 SBS 70분 드라마 《유치원 버스를 기다리는 아빠》 ... 유치원 교사 역
- 1998년 KBS2 미니시리즈 《순수》 ... 윤혜진 역
- 1998년 KBS2 주말연속극 《종이학》 ... 조나현 역
- 1999년 SBS 드라마스페셜 《파도위의 집》 ... 마리아 역
- 1999년 SBS 월화드라마 《고스트》 ... 윤선영/서재영 역
- 2000년 KBS2 미니시리즈 《나는 그녀가 좋다》 ... 정경란 역
- 2000년 MBC 미니시리즈 《뜨거운 것이 좋아》 ... 현미래 역
- 2001년 SBS 주말극장 《그래도 사랑해》 ... 오순미 역
- 2002년 KBS2 주말연속극 《내사랑 누굴까》 ... 김고은 역
- 2003년 SBS 특별기획 《태양속으로》 ... 전혜린 역
- 2004년 MBC 미니시리즈 《결혼하고 싶은 여자》 ... 이신영 역
- 2005년 MBC 신개념콤팩트드라마 《한뼘드라마 - 한밤의 티파티》 ... 카페 지배인 역
- 2005년 KBS2 월화드라마 《웨딩》 ... 신윤수 역
- 2006년 MBC 미니시리즈 《내 인생의 스페셜》 ... 윤혜라 역
- 2006년 MBC 미니시리즈 《여우야 뭐하니》 ... 2회 패션쇼 연예인 (특별출연)
- 2007년 MBC 미니시리즈 《궁S》 ... 여황제 화인 역
- 2010년 SBS 일일드라마 《세 자매》 ... 김은영 역
- 2012년 MBC 주말연속극 《아들 녀석들》 ... 성인옥 역
- 2013년 MBC 일일연속사극 《제왕의 딸 수백향》 ... 채화 역 (특별출연)
- 2015년 MBC 수목드라마 《킬미힐미》 ... 민서연 역 (특별출연)
- 2016년 KBS2 저녁일일드라마 《다시, 첫사랑》 ... 이하진 역
- 2017년 tvN 수목드라마 《부암동 복수자들》 ... 이미숙 역
- 2018년 tvN 단막극 《드라마 스테이지 - 우리 집은 맛나 된장 맛나》 ... 한정희 역
- 2020년 tvN 《반의 반》 (특별출연)
- 2021년 MBN 《보쌈 - 운명을 훔치다》 ... 해인당 이씨 역
- 2023년 JTBC 《닥터 차정숙》 ... 최승희 역
- 2024년 MBN 《세자가 사라졌다》 ... 대비 민씨 역

### 영화
- 1998년 《남자의 향기》 ... 신은혜 역
- 1999년 《북경반점》 ... 한미래 역

### 뮤직 비디오
- 1996년 신승훈 - 내 방식대로의 사랑
- 1997년 이지훈 - 이별
- 1999년 김범수 - 약속
- 2004년 왁스 - 내가 당신을 사랑하는 이유

### 뮤지컬
- 1999년 《아가씨와 건달들》 ... 미스 애들레이드 역(여자 주연)

### 텔레비전 프로그램
- 1998년: KBS 1TV 《TV는 사랑을 싣고》
- 2007년 ~ 2008년: EBS 1TV 《최고의 요리비결》
- 2013년: MBC 《나혼자산다》
- 2018년: Olive 《수요미식회》
- 2021년: KBS 2TV 《신상출시 편스토랑》
- 2021년: KBS2TV 《옥탑방의 문제아들》
- 2022년: MBC 《황금어장 라디오스타》
- 2023년: Jtbc《톡파원25시》
- 2023년: SBS ⟪미운우리새끼⟫
- 2023년: JTBC 《짠당포》
- 2023년: MBC 《구해줘! 홈즈》
- 2023년: KBS 2TV 《신상출시 편스토랑》

### 라디오 프로그램
- 2015년: EBS FM 《EBS 책 읽는 라디오 낭독 시리즈》
- 2016년: EBS FM 《시 콘서트》

### 광고
- 코스모코스 꽃을 든 남자
- 크라운제과 크라운하임
- 롯데칠성음료 레쓰비
- LG유플러스 채널아이
- 대우건설 디오빌
- 리케아화장품 피니쉬업
- 스포츠서울
- 인디에프 조이너스
- 크라운제과 크라운베이커리
- 서광 까뜨리네트
- 센서스
- 유니레버 폰즈
- 한국토지신탁 코아루
- 웹투어
- SK에너지 SK주유소
- 스코트라

## 수상 및 후보
| 연도 | 시상식                           | 부문                            | 작품               | 결과 |
| ---- | -------------------------------- | ------------------------------- | ------------------ | ---- |
| 1998 | 한국메이크업분장예술가협회(KMMA) | 영화배우 부문 베스트 메이크업상 | 빈칸               | 수상 |
| 1998 | 제19회 청룡영화상                | 신인여우상                      | 남자의 향기        | 후보 |
| 1998 | KBS 연기대상                     | 여자 신인연기상                 | 순수, 종이학       | 수상 |
| 1998 | KBS 연기대상                     | 여자 인기상                     | 순수, 종이학       | 수상 |
| 1999 | 제35회 백상예술대상              | TV부문 여자 신인연기상          | 순수               | 수상 |
| 1999 | 제36회 대종상                    | 신인여우상                      | 남자의 향기        | 후보 |
| 2003 | SBS 연기대상                     | 특별기획부문 여자 연기상        | 태양속으로         | 후보 |
| 2004 | MBC 연기대상                     | 여자 최우수연기상               | 결혼하고 싶은 여자 | 후보 |
| 2005 | KBS 연기대상                     | 여자 우수연기상                 | 웨딩               | 후보 |
| 2010 | SBS 연기대상                     | 연속극부문 여자 우수연기상      | 세 자매            | 후보 |
| 2011 | 제1회 SBS 희망내일 나눔대상      | 나눔인상 연예인부문             | 빈칸               | 수상 |
| 2012 | MBC 연기대상                     | 연속극부문 여자 최우수연기상    | 아들 녀석들        | 후보 |
| 2017 | KBS 연기대상                     | 일일극부문 여자 우수연기상      | 다시, 첫사랑       | 수상 |
| 2017 | KBS 연기대상                     | 베스트 커플상 (with 김승수)     | 다시, 첫사랑       | 후보 |